# Stuart Greeves
Sir Stuart Greeves, britanski general, * 1897, † 1987.